# ヤン・デ・フリース (陸上選手)
ヤン・デ＝フリース（Jan Cornelis ("Jan") de Vries、1896年3月2日 - 1939年4月19日）は、オランダの陸上競技選手。1924年パリオリンピックの銅メダリストである。オーファーアイセル州ズヴォレ出身。

## 経歴
デ＝フリースは、1920年アントワープオリンピックに出場しているが、100mは一次予選で最下位。4×100mリレーは、予選で3位となり決勝に進むことはできなかった。
4年後の1924年パリオリンピックでは200mと、4×100mリレーに出場。200mは一次予選で敗退したものの、4×100mリレーでは、ヤープ・ブート、ハリー・ブロース、リヌス・ファンデンベルゲとともに決勝で3位となり銅メダルを獲得した。なおこのレースの予選で、オランダは42秒0の世界タイ記録を樹立した。（しかし直後、同じ予選でアメリカ合衆国アメリカによってこの記録は破られている。）

## 自己ベスト
- 100m - 10秒8 (1920年)